# Kung Fu Tiểu Anh Hùng
Kung Fu Tiểu Anh Hùng (tiếng Anh: The Kungfu Kids, tiếng Trung: 功夫小英雄) là một bộ phim võ thuật Trung Quốc sản xuất năm 2008.

## Nội dung
Mạnh Lương từ nhỏ đã luyện Phách quải quyền ở Bình Dao được Văn Võ đưa đến Thái Nguyên để học Taekwondo, vì anh cần phải giành được 3 giải đầu trong giải đấu toàn tỉnh cộng thêm học văn hóa mới đủ tiêu chuẩn để thi vào đại học Trung Bắc. Ở đây, anh đã gặp thêm nhiều người bạn mới cũng như đối thủ Đại Sơn - đệ nhất cao thủ Karate võ quán Cương Nghị. Liệu Mạnh Lương có vượt qua được các thử thách hay cam chịu thất bại?

## Diễn viên
- Trần Huân Kỳ vai Văn Võ
- Tiếu Minh Ngọc vai Mạnh Lương
- Châu Tiểu Phi vai Thu Cúc
- Ngô Kiến Phi vai Đường Nhân
- Y Khắc Tang vai Y Đạt
- Dương Thanh Sảnh vai Noãn Noãn